# 电脑爱好者
《电脑爱好者》是一本在中国大陆发行的关于电脑应用方面的杂志，1993年6月创刊，曾分为标准版（半月刊）和普及版（月刊）。为中国大陆发行量最大的IT类杂志。简称CFAN，取自其英文译名“Computer Fan”。邮发代号为82-512。
其曾经的宣传口号是“一本大家都能看得懂的电脑杂志”。现在《电脑爱好者》已仅发行半月刊，口号已修改为“一本与生活息息相关的电脑杂志”，原“普及版”已于2011年1月1日起改为《移动E族》，但于2013年起不再发行。

## 有关单位
主管单位：中国科学院
编辑出版：北京《电脑爱好者》杂志社
中国计算机世界出版服务股份有限公司
编辑出版：《电脑爱好者》杂志编辑部
国内发行：北京报刊发行局
国外发行：中国国际图书贸易总公司